# Cursus publicus

La red de vías del Imperio Romano en el año 125, durante el mandato del emperador Adriano.

El cursus publicus (en griego antiguo: δημόσιος δρόμος, dēmósios drómos) o «vía pública», llamado también vehiculatio durante el Alto Imperio romano, era el servicio de correo y transporte estatal del Imperio romano, posteriormente heredado por el Imperio Bizantino. Fue creado por el emperador Augusto para el transporte de mensajería, oficiales e ingresos tributarios entre Italia y las provincias. El servicio continuó en funcionamiento hasta la primera mitad del siglo VI durante el Imperio Bizantino, cuando el historiador Procopio de Cesarea responsabilizó al emperador Justiniano del desmantelamiento de la mayoría de sus rutas, excepto la que conducía a la frontera persa. 
La extensión del cursus publicus se muestra en la Tabula Peutingeriana, un mapa de la red de vías romanas que data aproximadamente del año 400.

## Historia

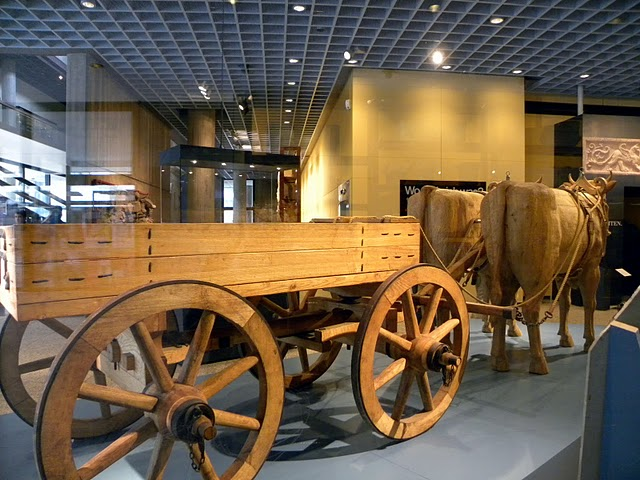
Carro romano, Museo romano-germánico, Colonia (Alemania).

Los romanos adaptaron su servicio de mensajería estatal del angarium, la antigua red persa de Mensajería Real Montada a caballo. Como narra Heródoto, los persas tenían una ruta notablemente eficiente de transmisión de mensajes importante para el funcionamiento del reino, llamada el Camino Real. Los jinetes se posicionaban a un día de camino a lo largo de la vía, y las cartas se entregaban en mano de un emisario a otro tras realizar un viaje de un día de duración, lo cual permitía que las comunicaciones se transmitieran con rapidez. Augusto siguió inicialmente el método persa de entregar el correo por relevos, pero pronto cambió a otro sistema por el cual un único mensajero realizaba el recorrido completo con el envío. Aunque es posible que existiera un servicio de correo en la época de la República, una referencia de Suetonio constata que fue Augusto quien creó el sistema:

Para permitir anunciar y dar a conocer más rápida y fácilmente lo que pasaba en cada provincia, hizo situar en intervalos cortos a lo largo de los caminos militares, inicialmente a hombres jóvenes, y posteriormente carruajes. El segundo procedimiento pareció ser el más práctico, puesto que los mismos hombres que traen los envíos pueden ser asimismo interrogados, si la ocasión lo requiere.
Suetonio, «Vidas de los doce césares», Augusto XLIX

Tácito relata que los mensajeros de Judea y Siria comunicaron a Vitelio la noticia de que las legiones del este le habían jurado lealtad, hecho que indica también que el sistema de relevos fue sustituido por otro en el cual el emisario inicial hacía el viaje completo. Como indica Suetonio, Augusto modificó el sistema persa para que un mensajero que recorría la totalidad del trayecto pudiera ser interrogado por el emperador a su llegada, y así poder transmitir oralmente información adicional. Esto podría haber tenido la ventaja añadida de aumentar la seguridad del correo, ya que un único hombre tenía la responsabilidad de responder ante la entrega con éxito del mensaje. La operación tenía un coste de tiempo, puesto que los romanos no podían transmitir un mensaje con tanta velocidad como si lo hubieran pasado de un jinete a otro.
Un decreto de Claudio descubierto en Tegea (Arcadia) menciona las cargas del servicio de vehículos atribuido a los municipios de Italia y provincias, y los abusos de los usuarios no autorizados.

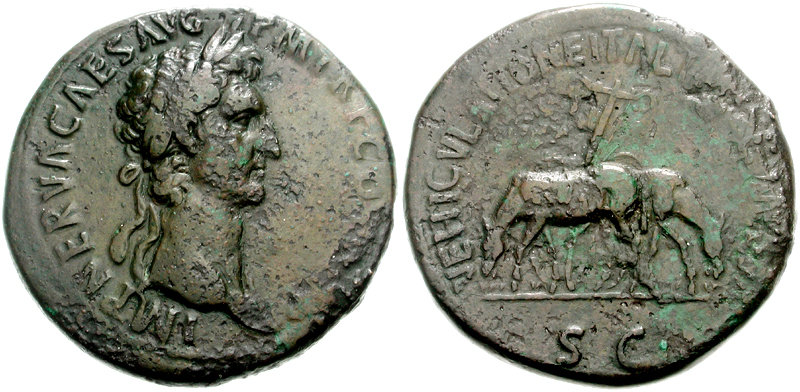
Sestercio de Nerva. En el reverso, vehiculatione italiae remissa.

El emperador Nerva en el año 96 o 97 eximió a las villas italianas de los gastos de mantenimiento de las postas, y las incluyó en las finanzas imperiales. Esta medida, que alivió a las ciudades italianas por las cuales discurría el servicio postal proveniente de las provincias, es conocido únicamente por el reverso de una moneda que muestra dos mulas pastando y el remolque de un vehículo con la inscripción vehiculatione italiae remissa. Bajo el mandato de su sucesor Trajano aparecieron en Roma los libertos a vehiculis, indicados mediante inscripciones, probablemente funcionarios encargados de la administración central del correo.
El emperador Adriano (117-138) confió la gestión del cursus publicus a un funcionario imperial especial, el praefectus vehiculorum o a vehiculis, de rango ecuestre, situado bajo las órdenes del prefecto del pretorio.
En el periodo anterior a las reformas de Diocleciano, el cursus publicus fue llamado también cursus vehicularis, una denominación quizás más adecuada aunque menos común. Se conoce al menos a un praefectus vehiculorum, Lucio Volusio Meciano, quien desempeñó su cargo durante el mandato de Antonino Pío. Supuestamente, tuvo cierta responsabilidad en la supervisión del funcionamiento efectivo de la red de estaciones a través del Imperio y de disuadir del abuso del servicio por parte de quienes no estaban autorizados a su uso. Hay pruebas de que los inspectores vigilaban el funcionamiento del sistema en las provincias, y se cree que informaban al prefecto de Roma. Sin embargo, parece que no se consideraría el puesto de Meciano como un trabajo a tiempo completo, ya que era el tutor legal del joven Marco Aurelio, en apariencia su ocupación principal.
A principios del siglo III, el emperador Septimio Severo extendió la actividad del cursus publicus al transporte del annona militar, es decir, al aprovisionamiento de armas. El personal del convoy y los animales de carga suplementarios se movilizaban según las necesidades por requerimiento o corvea.
En el siglo IV, la reorganización administrativa de Diocleciano y Constantino I vinculó la gestión del cursus publicus al magister officiorum y a sus agentes in rebus. Los textos de la época mencionan los fraudes y abusos en las requisiciones y la desorganización de la economía cotidiana que ello conllevaba, así como las protestas de los municipios provinciales sobre las enormes cargas que debían soportar. Los sucesores de Constantino intentaron remediarlos mediante medidas puntuales, como la limitación del número de órdenes de misión otorgadas o la supresión de requisiciones arbitrarias. La Notitia Dignitatum (hacia 400) especifica incluso para cada puesto de alto funcionario el número de órdenes de misión anuales a las que esta dignidad daba derecho.
A pesar de estas vicisitudes, el cursus publicus garantizó sus cometidos hasta principios del siglo V. En 414, el buen funcionamiento del annona militar permitió así al patricio Constancio III establecer a los visigodos en Aquitania, a cambio de entregas de suministros. Algunas décadas más tarde, la desaparición del cursus publicus en occidente acompañó a la disolución del Imperio romano de Occidente.

## Descripción

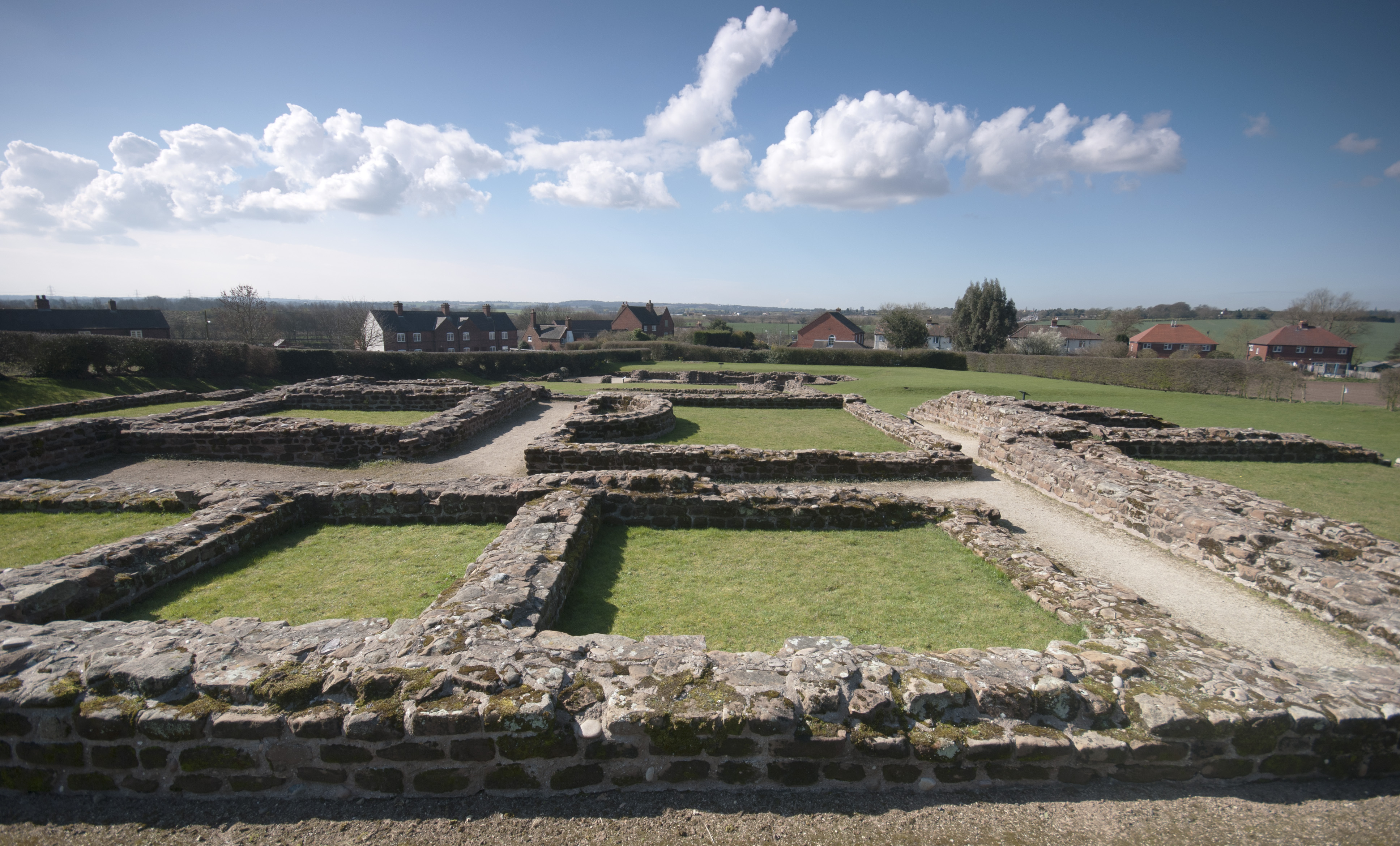
Restos de una mansio en Letocetum (Wall, Staffordshire, Inglaterra).

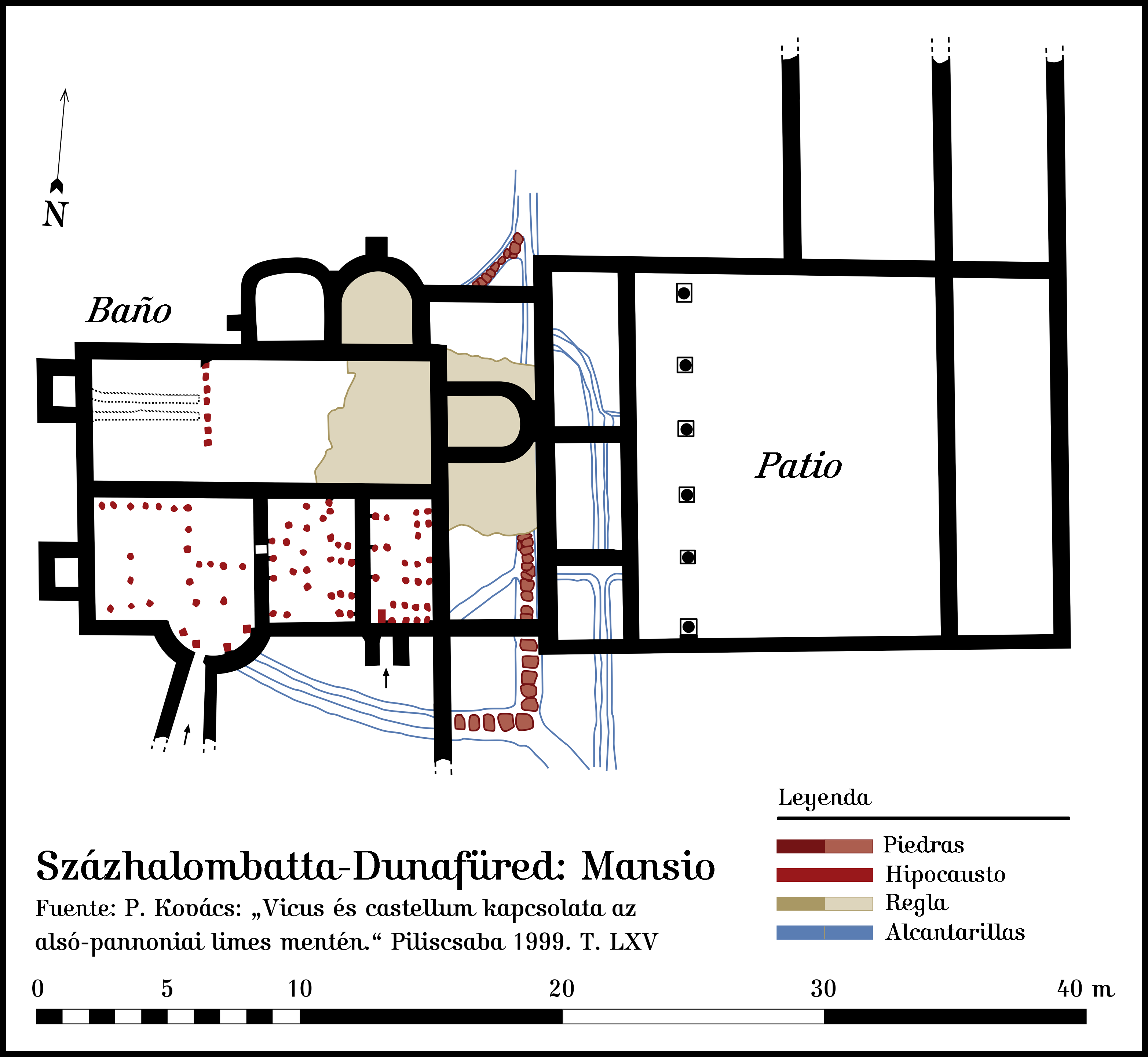
Planta de una mansio en el vicus de la fortaleza Százhalombatta-Dunafüred (Matrica, Hungría).

El cursus publicus conectaba las distintas regiones de las provincias romanas, principalmente en Italia y en las provincias más avanzadas. Había una única vía en Egipto y otra en Asia Menor, como atestiguan las cartas de Plinio a Trajano. A lo largo de las vías principales se distribuían diversos alojamientos de etapa (mansiones) y casas de postas intermedias (mutationes). Una mansio era un establecimiento que proveía de comida y alojamiento a los huéspedes, así como de cuidados y herraje a los caballos. Se disponían a una distancia de unos 20 kilómetros (12 millas) entre sí y eran inmuebles privados, dirigidos por un manceps u hombre de negocios. Aparecieron en un contexto de transporte impositivo en especie y tenían un mayor espacio de almacenamiento que el que se necesitaba en los relevos. Una mutatio (literalmente: cambio) era un edificio más importante donde se podía disponer de monturas nuevas, cambiarlas o hacer reparaciones. Otras nomenclaturas usuales eran statio (etapa, relevo), taberna (albergue) y praetorium (alojamiento para viajeros de negocios). Las stationes proporcionaban caballos a los jinetes y en ocasiones soldados, así como vehículos para magistrados o auxiliares de la administración de justicia. Los vehículos se denominaban clabulae, aunque se conoce poco de ellos. 
El mantenimiento de los establecimientos y las postas estaba a cargo de los municipios en los cuales se ubicaban a lo largo de las vías imperiales. Estas ciudades habitualmente suministraban alimento y caballos a los mensajeros de las legiones, recibiendo teóricamente compensaciones como contrapartida, y eran los responsables del cuidado de su sección de la calzada romana. El funcionamiento se concedía por contrato a particulares o al personal reclutado. En los siglos II y III estos alojamientos pudieron estar dirigidos por militares, como los «beneficiarios» (soldados de rango encargados de una misión). El estado romano financiaba a través de impuestos el material, el reemplazo de animales y los funcionarios que administraban el sistema.
Las personas encargadas de este transporte de distintas formas se denominaban frumentarii (proveedores de grano), agentes in rebus (encargados de los negocios), veredarii (mensajeros) o notarii (secretarios). Los historiadores se cuestionan sobre la identidad de los jóvenes inicialmente encargados de transmitir los mensajes por relevos (juvenes), que podían ser esclavos o libertos imperiales, o bien hombres libres, soldados o civiles. Según Pflaum, se trataría de jóvenes de los municipios de Italia y de las colonias provinciales, agrupados en sodalidades o agrupaciones cívicas a las cuales Augusto había restaurado el honor. Cuando Augusto adaptó la organización para que un solo emisario asegurase el envío en un trayecto de varios días, los jóvenes de una ciudad ya no estaban en condiciones de garantizar una transferencia que les apartaba de sus hogares, con lo cual el sistema recurrió a profesionales dedicados únicamente a este trabajo, y a una organización de relevos por etapas.

## Organización

Mapa que muestra las provincias del Imperio Romano en la época de su máxima extensión bajo el mandato de Trajano.

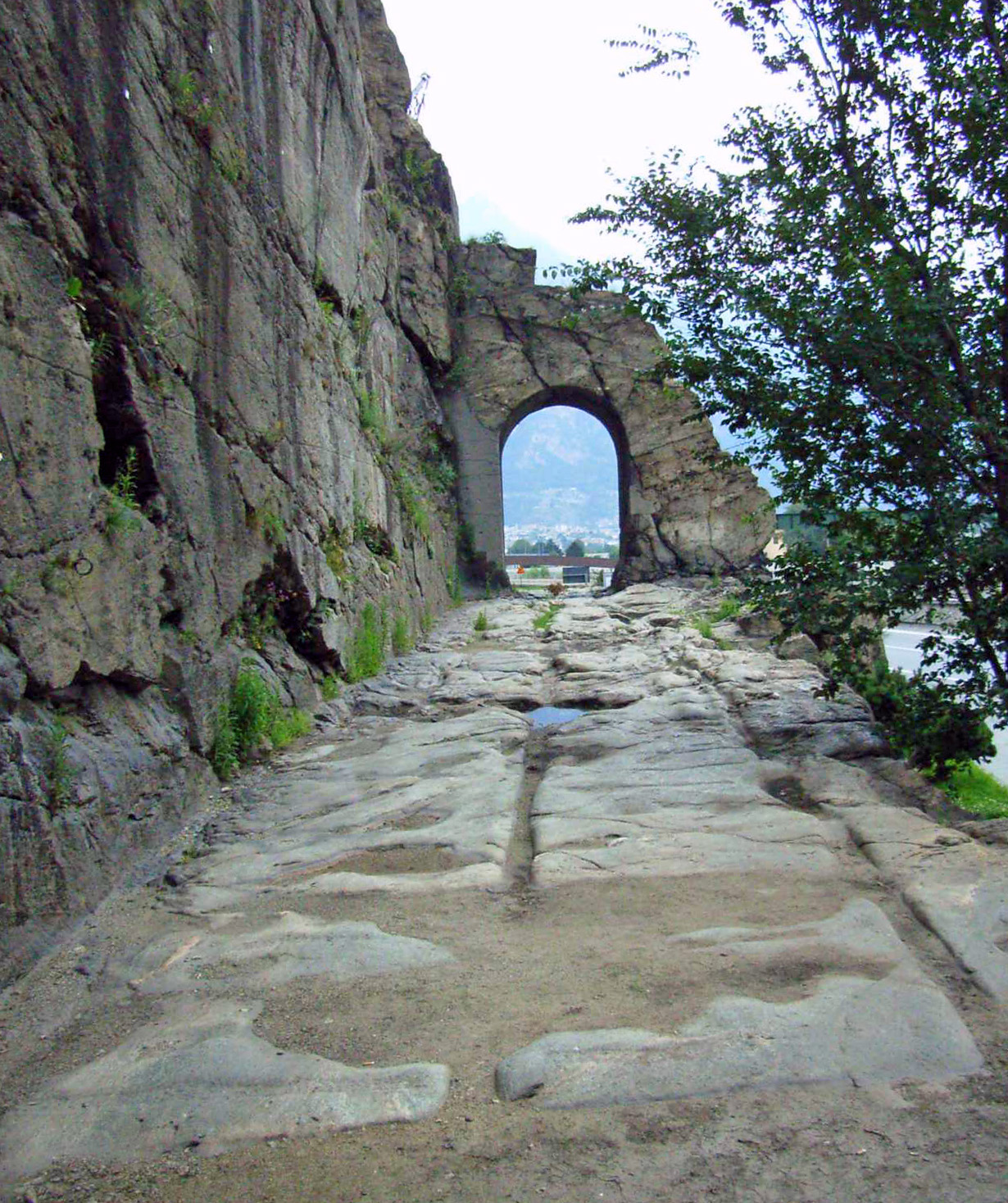
Tramo de la antigua vía consular de las Galias cerca de Donnas (Valle de Aosta).

Este servicio adquirió gran importancia rápidamente, puesto que era estratégico para las comunicaciones entre el emperador, la administración de las provincias romanas y las unidades militares. Aseguraba la correspondencia entre el Estado y las personalidades oficiales y la circulación de los impuestos percibidos. Permitía asimismo la puesta en marcha de un sistema de espionaje centralizado. Las personas particulares solo podían hacer uso del mismo mediante una autorización escrita, raramente concedida. Utilizaban a conocidos o comerciantes para enviar su correo o sus envíos.
Para poder utilizar los servicios que proveía el cursus publicus era obligatorio poseer un certificado emitido por el propio emperador, el evectio, posteriormente llamado diploma o bien tractoria. Regularmente, los emperadores legislaron contra el tráfico de diplomas y otros abusos de poder, como los certificados totalmente ilegales emitidos por los gobernadores de provincia o el uso por parte de  estos y otros cargos electos menores de la diplomata como forma de transporte gratuita para ellos mismos y sus familiares. Asimismo, también se producían falsificaciones y robos de diplomata. Plinio el Viejo y Trajano escriben sobre la necesidad de quienes deseaban enviar objetos de mantener sus licencias en regla.
A pesar de las pruebas de que el gobierno supervisaba el funcionamiento de la red de estaciones y, supuestamente, de su desarrollo a lo largo de los siglos, no existía ningún departamento de estado que suministrara el servicio. Como indica el experto Altay Coskun, «el sistema básicamente proporcionaba una infraestructura para magistrados y mensajeros que viajaban por el Imperio. Consistía en miles de postas situadas a lo largo de las vías principales, las cuales facilitaban caballos frescos, mulas, burros y bueyes, así como carros, comida, forraje y alojamiento». Por lo tanto, no había ningún «departamento de servicio postal» con empleados pagados por el emperador. Quien enviaba una misiva debía aportar el correo, y las estaciones tenían que abastecerse con los recursos de las áreas locales por donde pasaban los caminos. Como se ha podido observar en diversos escritos y en la correspondencia entre Trajano y Plinio, el emperador en ocasiones pagaba por el coste de enviar a un embajador a Roma a través del cursus publicus, especialmente en caso de causa justificada.
Siguiendo las reformas de Diocleciano y de Constantino I, el servicio se dividió en dos secciones: la rápida (en latín: cursus velox, en griego: ὀξὺς δρόμος) y la ordinaria (en latín: cursus clabularis, en griego: πλατὺς δρόμος). El servicio rápido aportaba caballos, que podían ser veredi (caballos con montura) o parhippi (caballos de carga), y mulas. El servicio lento suministraba únicamente bueyes. El cursus clabularis se empleaba para transportar bienes pesados y voluminosos, así como para facilitar el viaje de altos oficiales y el porte de mensajes gubernamentales.

## Rapidez de comunicación
Procopio aporta una de las pocas descripciones directas del correo romano que permite una estimación del ritmo medio del viaje por tierra. En el siglo VI, describía una época anterior como:

Los antiguos emperadores, con la finalidad de obtener información tan pronto como fuese posible sobre los movimientos del enemigo en cualquier distrito, sedición, accidentes inesperados en una ciudad particular y acciones de los gobernadores u otras personas en todas partes del Imperio, y también para que los tributos anuales pudiesen ser enviados sin peligro ni retraso, habían establecido un servicio rápido de mensajería pública a lo largo de sus dominios siguiendo el siguiente sistema. Fijaron ocho etapas como la jornada diaria de un hombre activo, en ocasiones menor pero como regla general no menor de cinco. En cada etapa había cuarenta caballos y un número de mozos en proporción. Los mensajeros designados para el trabajo, haciendo uso de los relevos con excelentes caballos, cuando se dedicaban al deber antes mencionado, a menudo cubrían en un único día, con estos medios, una distancia tan grande como la que habrían recorrido de otro modo en diez.
Procopio, Historia Secreta, XXX

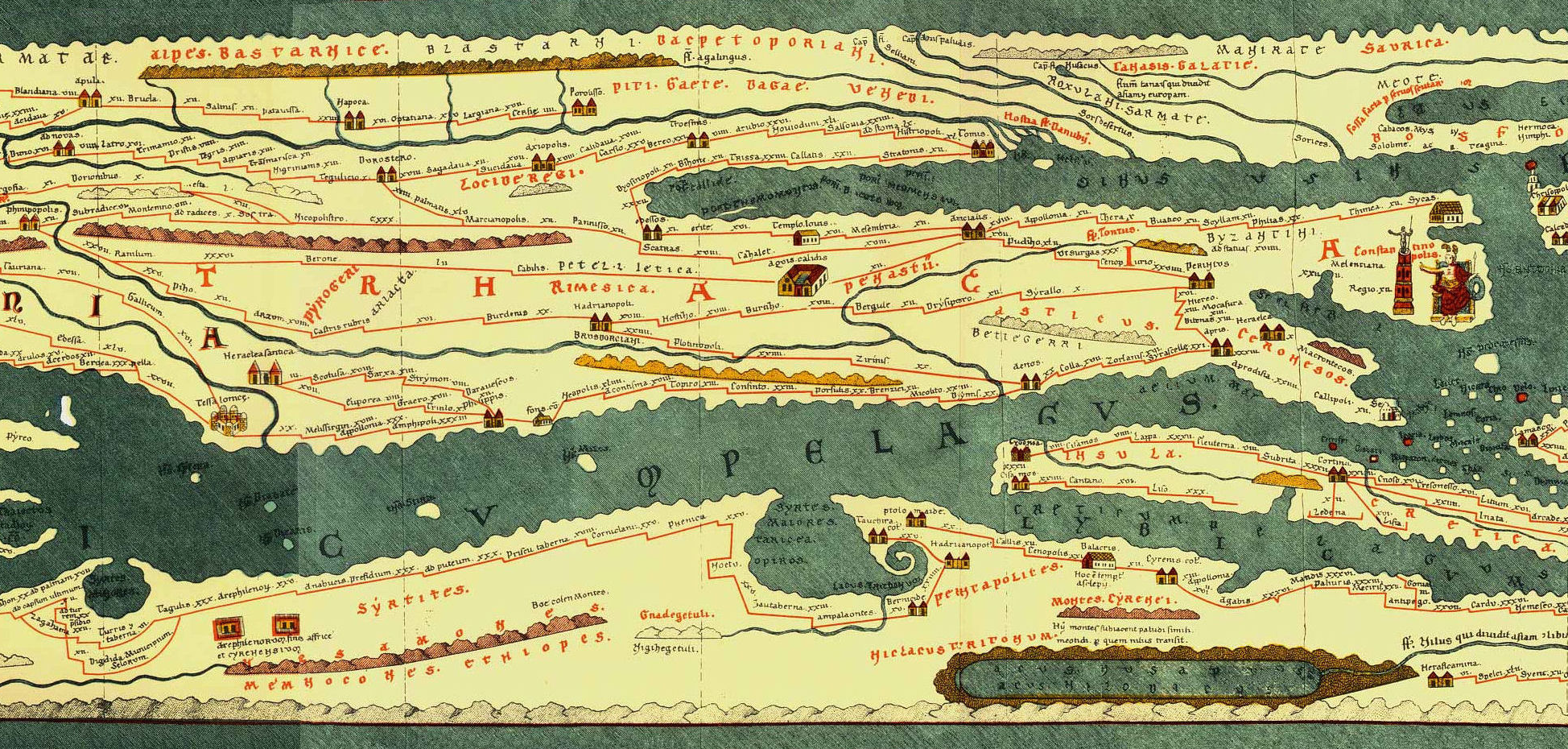
Detalle de la Tabula Peutingeriana que muestra el este de Mesia, Dacia y Tracia. Pueden apreciarse las vías romanas y las stationes o lugares de descanso. Copia medieval de un mapa romano desaparecido del, edición facsímil de Conradi Millieri, 1887-1888.

Al ser conocida la distancia entre etapas, podía también calcularse la separación entre cinco u ocho etapas y el promedio al que se desplazaba la correspondencia a través del cursus publicus. A. M. Ramsay lo calculó de la siguiente forma: «Del itinerario de Jerusalén se deduce que las mansiones o alojamientos nocturnos de las vías estaban separados unas veinticinco millas romanas (37 kilómetros o 23 millas) y como Friedlander indica que la distancia entre Belén y Alejandría era de unas 400 millas romanas (592 km o 368 millas), se estimó en dieciséis mansiones, y entre Édessa y Jerusalén de unas veinticinco mansiones (por Antioquía unas 625 millas romanas, es decir, 924 km o 574 millas). Aunque ningún itinerario proporciona una lista completa de mutationes y mansiones para ningún camino, la regla general parece que era de dos mutationes por cada dos mansiones sucesivas. Esto haría que la etapa fuese de unas 8.3 millas romanas (12.4 km o 7.7 millas)». Por lo tanto, un viaje normal se hacía a un ritmo de 41 a 66 millas romanas por día (62 a 99 km o 38 a 61 millas).
Hay diversos casos en los cuales las noticias urgentes o los oficiales diligentes viajaban a un ritmo más rápido, como la marcha de Tiberio mencionada por Valerio Máximo, el motín de Galba recogido por Tácito y la muerte de Nerón descrita por Plutarco. En los dos últimos ejemplos cabe señalar que las malas noticias se transmitían a mayor velocidad que las buenas. Ambas eran comunicadas de forma bastante explícita: un laurel se adjuntaba a la correspondencia que anunciaba una victoria, mientras que una pluma, que indicaba una emergencia, se fijaba en la lanza del mensajero que llevaba malas noticias. Como indica Ramsay, en los tres casos el viaje era especialmente apremiante, y el tiempo en que se recorrió el trayecto se documentó por su rapidez excepcional. Por tanto, estos acontecimientos no pueden emplearse para calcular la velocidad promedio del correo romano para la mayoría de sus desplazamientos.

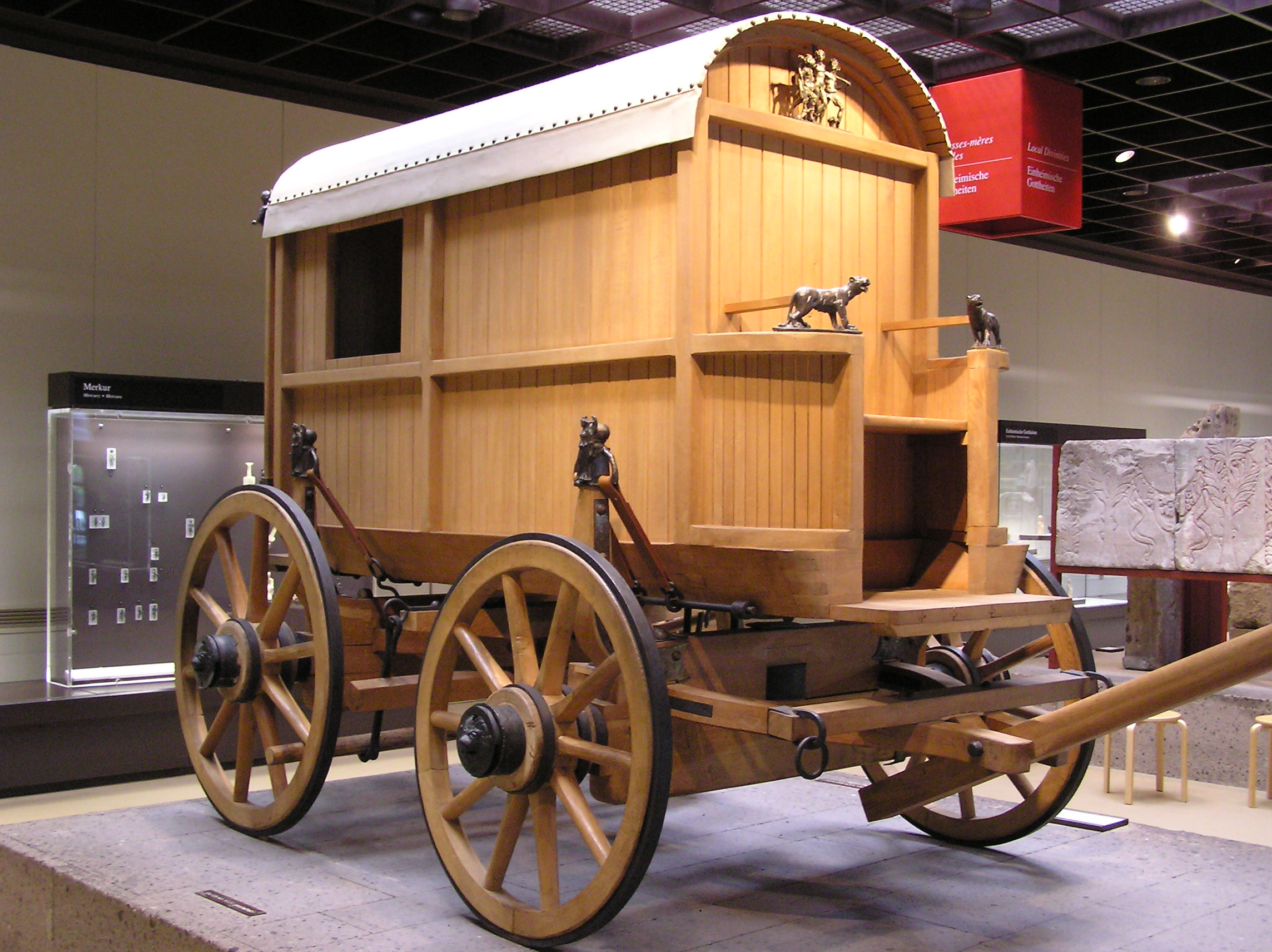
Reconstrucción de una diligencia romana expuesta en el Museo romano-germánico, Colonia (Alemania).

Ramsay, basándose en Wilken, ilustra la rapidez del correo romano terrestre con ejemplos del tiempo que podía emplearse en transmitir un mensaje sobre la proclamación de un nuevo emperador desde Roma a Egipto (en una estación que no fuese verano, época en que la comunicación navegaba por barco desde Roma a Alejandría). En el caso de Pertinax, la noticia de su coronación (celebrada el 1 de enero de 193), tardó unos sesenta y tres días en llegar hasta Egipto y fue anunciada el 6 de marzo en Alejandría. La supuesta ruta que se tomó desde Roma a Bizancio era de 3177 kilómetros (1974 millas), incluyendo la travesía por mar y casi 1800 kilómetros (870 millas) desde Bizancio a Alejandría. Dado que el mensaje tardó unos sesenta y tres días o algo más en llegar a Alejandría, esto confirmaría un promedio de 51 kilómetros (32 millas) por día en este trayecto.
Ramsay cita otro ejemplo basado en una inscripción latina. Cayo César murió el 21 de febrero de 4 en Limira, una localidad de la costa de Licia. La noticia sobre su muerte se encontró en una inscripción datada del 2 de abril en Pisa. El tiempo que tardó el mensaje en llegar a Pisa no es inferior a treinta y seis días. Como una travesía por mar sería demasiado peligrosa en esa época del año, la notificación debió ser enviada por tierra, a una distancia de unos 2165 kilómetros (1345 millas). Este caso confirma el cálculo de un ritmo medio de unos 80 kilómetros (50 millas) por día.
El académico C. W. J. Elliot coincide en su artículo con Ramsay en que la velocidad media era de unos 80 kilómetros (50 millas) por día y lo ilustra con otro ejemplo, el tiempo que la noticia de la proclamación del emperador Septimio Severo tardó en llegar a Roma desde Carnuntum.
Estas estimaciones se basan en recorridos por tierra a través del cursus publicus (o cursus vehicularis). Lionel Casson, en su libro sobre viajes por los mares antiguos, proporciona estadísticas del tiempo empleado en dieciséis itinerarios entre diversos puertos del Imperio Romano. Estas travesías, realizadas y documentadas por los romanos, se realizaron en condiciones de viento favorable. Bajo estas premisas, un barco podía navegar a una velocidad media de unos 5 nudos (9.3 km/h; 5.8 mph) o 120 millas (190 km) por día. Casson aporta otra tabla de diez trayectos realizados en condiciones no favorables. En estos últimos, la velocidad promedio es de unos 2 nudos (3.7 km/h; 2.3 mph) o 50 millas (80 km) por día.

## Coste económico y declive del servicio

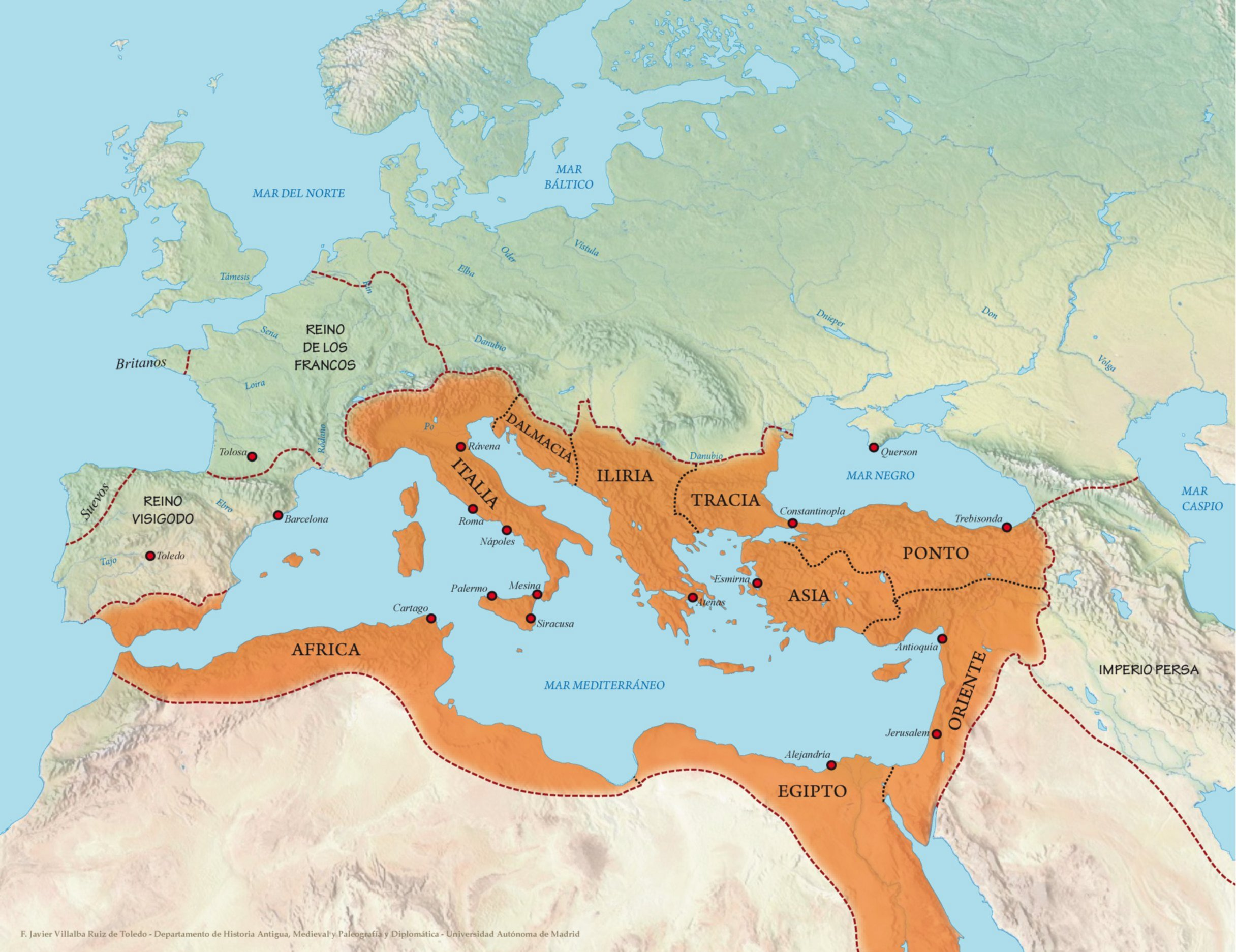
Mapa de las provincias romanas durante el Imperio Bizantino de Justiniano en 550.

Los costes del cursus publicus eran siempre elevados, y su mantenimiento no siempre estaba garantizado. Durante la época de Nerva, en el siglo I, el gasto general fue transferido al fiscus (el tesoro). En la época de Adriano hubo una mayor centralización del servicio y se desarrolló la administración definitiva bajo un prefecto, que llevaba el título de praefectus vehiculorum. Las provincias siempre estaban en contacto, tanto con Roma como entre ellas. El correo imperial permitía a las legiones convocar a los refuerzos y proporcionaba un informe del estado de la situación antes de que esta se deteriorara irremediablemente. El ciudadano común podía enviar cartas y mensajes a sus conocidos a través de esclavos y otros viajeros, y muchas noticias llegaban finalmente a su destino.
En un esfuerzo por restringir el abuso del servicio de correo, sobrecargado por Constancio II, Juliano el Apóstata redujo la concesión de permisos a los prefectos pretorianos y a sí mismo, lo cual fue inviable. Concedió doce salvoconductos a los vicarios y dos a los gobernadores, uno para su uso en el interior de la provincia y el otro para comunicarse con el emperador. Cuatro de ellos fueron expedidos a los tres procónsules de Asia, África y Acaya. La Tesorería y la Hacienda de la Corona podían obtener órdenes judiciales siempre que lo desearan, puesto que estos dos departamentos suministraban los ingresos presupuestarios en oro y el salario privado de los emperadores respectivamente, dos partidas de gran importancia. Se expidieron autorizaciones a los generales de más alto rango y a los generales de las fronteras, especialmente aquellos que se encontraban en lugares peligrosos como Mesopotamia.
A pesar de su enorme coste, en el Imperio Bizantino el servicio continuó en pleno funcionamiento durante la primera mitad del siglo VI, cuando el historiador Procopio de Cesarea obligó al emperador Justiniano al desmantelamiento de la mayoría de sus itinerarios, a excepción de la ruta que conducía hasta Persia. El dromos continuó existiendo a lo largo del periodo bizantino, supervisado en su mayoría por los logothetes tou dromou (logotetas del dromos), aunque el servicio no fue autentificado antes de la mitad del siglo VIII y podría haber habido una recuperación del mismo tras un periodo de tiempo considerable. En esa época era un servicio mucho más reducido, restringido esencialmente a los restos del antiguo oxys dromos (servicio rápido de caballos y mulas). En occidente perduró bajo los ostrogodos en Italia, como relata Casiodoro en la correspondencia de Teodorico el Grande:

El correo postal (Cursus Publicus) es evidentemente una institución de gran utilidad pública, que se ocupa de la rápida promulgación de nuestros decretos. Por lo tanto, debe cuidarse que los caballos no se encuentren en mala condición física, para que no desfallezcan en su trabajo, y para que el viaje, que debe ser veloz, no se vuelva tediosamente lento. Además, cualquier tierra anteriormente apropiada a las mutationes  que haya caído en manos privadas debe ser reclamada para el servicio público, con sus propietarios suficientemente indemnizados por su pérdida.
Casiodoro, Variae I 29

## Elcursus publicusen Hispania

Mapa de las principales vías romanas de Hispania según el itinerario de Antonino, un documento donde aparecen las principales rutas del Imperio romano con sus mansiones y las distancias en millas.

La elaboración del trazado de las vías romanas en Hispania fue realizado por primera vez por el ingeniero e historiador Eduardo Saavedra en 1862. Las fuentes en las que se basó fueron, por una parte, el itinerario de Antonino, un documento del siglo III donde aparecen las principales rutas del Imperio romano, además de los Vasos Apolinares y las tabletas de Lépido. En estas dos últimas aparecen los distintos nombres de las mansiones o stationes y la distancia entre ellas. Por su parte, la Tabula Peutingeriana solo conserva cinco etapas desarrolladas en Hispania, ya que la hoja número 1, que reproducía a Hispania y la parte occidental de Britania, no se ha conservado. Esta página fue reconstruida en 1898 por Konrad Miller.
Existían tres vías principales de entrada desde la Galia hacia Hispania, uno por el Coll de Pertus, por la costa mediterránea, otro por el territorio vascón, con una ruta que unía Asturica Augusta con Burdigalia (Burdeos), y la tercera por el centro, conectando Caesar Augusta con Behenario, en el actual pirineo aragonés. Al llegar a Caesar Augusta, la calzada se ramificaba en diversos caminos. La comunicación entre el sur de la Galia e Hispania era de gran importancia, tanto a nivel comercial como de transporte de tropas o desplazamiento de personalidades, por lo cual la antigua vía, que permanecía abandonada desde hacía tiempo, debió ser reconstruida.
La vía Augusta conducía de Corduba (Córdoba) a Roma y unía la capital provincial con Astigi (Écija), Hispalis (Sevilla) y Gades (Cádiz). Entraba por el noreste de la península ibérica y la atravesaba de este a oeste, a lo largo de la Hispania Citerior hasta llegar a la provincia bética. Era una de las más frecuentadas por el correo imperial, como lo indican los Vasos Apolinares o  un miliario encontrado cerca de Córdoba en 1980. Esta ruta fue una de las grandes arterias de comunicación desde la época de Augusto, tanto para un uso militar como administrativo.
Al igual que en el resto del Imperio, el cursus publicus en Hispania disponía de diversas postas y lugares de parada durante el trayecto. En la provincia bética se distribuían ocho stationes a lo largo del itinerario: Corduba, Ilipa (Alcalá del Río), Astigi, Hispalis, Iliberri (Granada), Malaca (Málaga), Lacca (curso medio del Guadalete) y Portus Gaditanus, a unas 24 o 26 millas de la ciudad de Gades.
Otras vías igualmente importantes fueron la de Cartago Nova a Complutum, la de Cástulo a Saetabis o Camino de Aníbal y la vía Augusta Domitiana entre Corduba y Malaca. El itinerario de Antonino menciona catorce rutas, mientras que otro documento, la Cosmografía del Anónimo de Rávena añade otras tres nuevas.

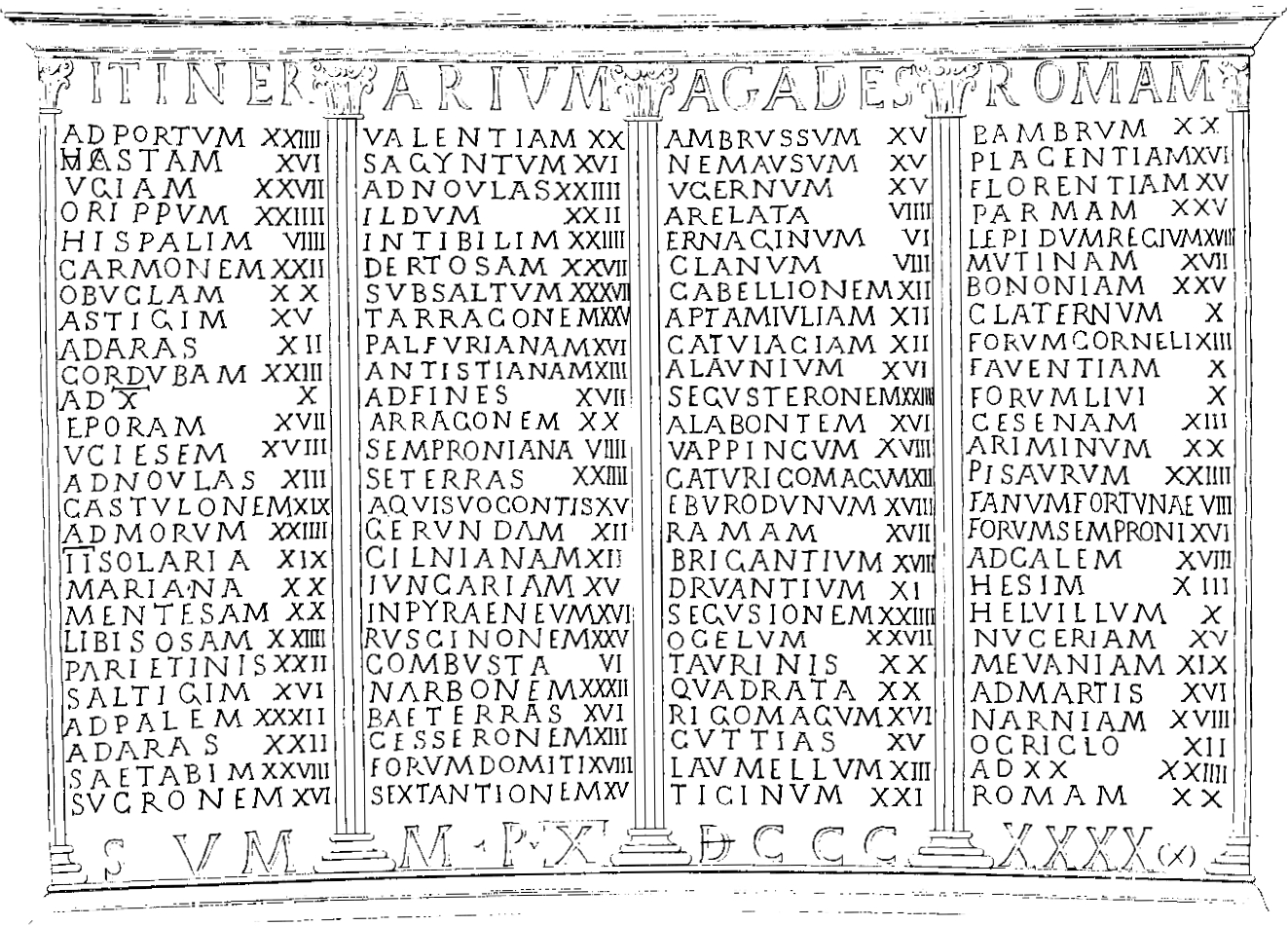
Vasos Apolinares o de Vicarello, cuatro vasos de plata con los nombres y distancias entre las distintas estaciones de la vía que conducía de Gades a Roma.

El Código Teodosiano, un compendio de leyes emitido en el siglo V por Teodosio II, nombra por primera vez a la diócesis de Hispania en relación con el cursus publicus. Macrobio, el vicario de la diócesis de Hispania en el año 400, había concedido un evectio de manera irregular al cónsul Quinto Aurelio Símaco. Este deseaba obtener el permiso para poder trasladar caballos a través de las vías de Hispania para poder celebrar unas carreras en honor de su hijo, quien había sido nombrado cuestor en Roma. Finalmente, Símaco consiguió los permisos para el transporte, incluida la alimentación gratuita de los animales durante el viaje. Al conocer la noticia, el emperador impuso una pena y multa ejemplares a Macrobio.
A través de la correspondencia intercambiada a principios del siglo V entre el clérigo Consencio, de la diócesis de Menorca, y San Agustín, es posible conocer el tráfico que tenían las vías que unían Tarraco con Osca y con Ilerda, así como los problemas de inseguridad de los caminos. En una de las cartas, Consencio relata como un individuo fue atacado por unos ladrones que le robaron varios códices y los llevaron a Ilerda, donde los entregaron al obispo.
En relación con el cursus publicus, otras crónicas relatan la circulación fluida por las vías hispánicas de los ejércitos de Constantino III en 407 y posteriormente de Geroncio. Su uso se mantuvo en vigor hasta la época visigoda con características similares.
En cuanto a la financiación del sistema, a pesar de que en la mayoría de las inscripciones de los miliarios indican que la reparación de las vías corría a cargo del poder central, diversos documentos apuntan que en la Hispania meridional los gastos fueron financiados por las propias ciudades. Dos textos epigráficos señalan que los trabajos de reparación de los caminos que conducían a Cástulo y Oreto fueron sufragados por evergetas, así como probablemente lo fue la ruta que dirigía a Itálica. Sin embargo, parece ser que esto era así en los caminos secundarios, mientras que las vías principales sí eran costeadas por el emperador, como así se indica en distintas inscripciones en los puentes de Guadalmazán o Alcántara. En cualquier caso, los gastos de mantenimiento de las rutas eran enormes y se reservaban para la red principal del cursus publicus, uno de los pilares del poder imperial.